# Merguinia
Merguinia is een geslacht van vlinders uit de familie van de Tortricidae (Bladrollers). Het geslacht werd voor het eerst wetenschappelijk beschreven door Razowski in 2012.

## Soorten
Het genus bevat de volgende soorten:

- Merguinia alleni Razowski, 2012
- Merguinia merguinea Razowski, 2012